# 소련 과학 아카데미
소련 과학 아카데미(Academy of Sciences of the Soviet Union)는 1925년부터 1991년까지 소련의 최고 과학 기관이었다. 이 기관은 소련의 주요 과학자들을 통합했으며, 소련 장관 소비에트(1946년까지는 인민위원평의회)에 직접적으로 종속되었다.
1991년, 러시아 소비에트 연방 사회주의 공화국 대통령령에 따라 소련 과학 아카데미를 기반으로 러시아 과학 아카데미가 설립되었다.

## 역사

### 소련 과학 아카데미의 설립
소련 과학 아카데미는 1925년 7월 27일 소련 중앙집행위원회와 소련 인민위원평의회의 결의에 따라 러시아 과학 아카데미(러시아 2월 혁명 이전에는 제국 상트페테르부르크 과학 아카데미)를 기반으로 설립되었다. 소비에트 러시아 초기, 과학 아카데미 연구소는 폐쇄적이고 엘리트적인 과학 교육 기관으로 다소 모호하게 인식되었다. 그러나 1918년, 당시 "제국"에서 "러시아"로 이미 명칭이 변경된 과학 아카데미 지도부와의 협상 이후 새로운 정부와의 협력이 시작되었다. 아카데미의 재정은 인민교육위원회와 과학자 생활 개선을 위한 중앙위원회에 위임되었다. 1925년에는 200주년 기념식이 성대하게 거행되었고, 이 날짜에 맞춰 새로운 헌장이 채택되었다.
소련 과학 아카데미의 초대 총재는 이전에 러시아 과학 아카데미 총재를 역임했던 저명한 과학자이자 지질학자인 알렉산드르 카르핀스키였다.
이전에 독립적이었던 아카데미에 대한 국가 및 당의 통제를 확립하려는 시도는 1920년대 중반에 시작되었다. 1925년 아카데미는 소련 인민위원평의회에 종속되었고, 1928년에는 당국의 압력으로 다수의 새로운 공산주의자 구성원들이 선출되었다.
1929년 1월, 아카데미 회원들은 아카데미에 출마한 세 명의 공산주의자 후보 블라디미르 프리체, 니콜라이 루킨, 아브람 데보린을 의도적으로 낙선시켰으나, 이미 2월에는 극심한 압력 속에서 결정을 재고하도록 강요받았다.
1929년, 유리 페트로비치 피가트너가 이끄는 정부 위원회가 아카데미 "정화"를 위해 레닌그라드로 파견되었다. 1929년 6월부터 12월까지 이 위원회의 결정에 따라 128명의 상근직원(960명 중)과 520명의 비상근직원(830명 중)이 과학 아카데미에서 해고되었다. 아카데미의 독립성을 옹호하던 세르게이 올덴부르크는 1929년 10월 말에 아카데미 상임비서직에서 해임되었다. 그 후 당-국가 기관은 아카데미에 대한 완전한 통제를 확립했다. 새로운 과학 아카데미 간부회가 선출되었다. 이보다 앞서 1929년 2월 25일 소련 공산당 중앙위원회 정치국은 특별 결정을 발표했다. 알렉산드르 카르핀스키를 총재로, 글레프 크르지자노프스키, 니콜라이 마르, 블라디미르 코마로프를 부총재로, 뱌체슬라프 볼긴을 상임비서로 남겨두기로 한 것이다. 따라서 과학 아카데미의 관행에서 처음으로, 그 핵심 지도부가 최고 당 회의에서 지시적으로 임명되었고, 이는 총회에서 자동적으로 승인되었으며, 이후의 관행에 대한 선례가 되었다.
1929년 12월부터 1930년 12월까지 "학술 사건"으로 100명 이상이 체포되었다(주로 인문학 전문가, 특히 역사가들).
1930년 2월에서 4월 사이에 새로운 과학 아카데미 헌장이 개발되고 승인되었다. 프로젝트 개발은 뱌체슬라프 볼긴이 이끄는 소련 중앙집행위원회 과학자 및 교육기관 관리 위원회 본회의에서 승인된 학술 위원회에 위임되었다. 헌장 초안 및 과학 아카데미 재편을 위한 위원회의 첫 회의는 1930년 2월 28일에 개최되었다. 새 헌장 초안은 1930년 3월 31일~4월 5일 과학 아카데미 회의에서 논의 및 승인되었고, 1931~1932년 과학 아카데미의 첫 번째 작업 계획이 승인되었다. 1930년 4월 4일, 헌장은 총회에서 채택되었다.
1930년, 소비에트 정부 개편과 관련하여 과학 아카데미는 소련 중앙집행위원회로 이관되었다.
1933년 12월 14일 소련 중앙집행위원회 법령 "소련 과학 아카데미를 소련 인민위원평의회 권한으로 이관하는 건"(그 이전에는 소련 중앙집행위원회 과학자 및 교육기관 관리 위원회에 종속되어 있었다).

### 기관의 모스크바 이전 및 추가 발전

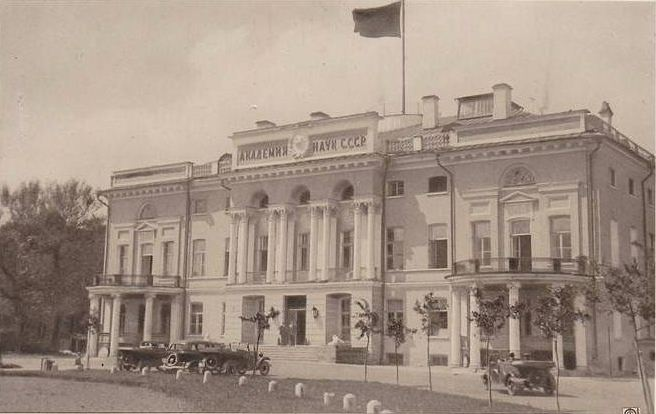
1934년부터 모스크바에 있던 소련 과학 아카데미 간부회 건물 (알렉산드리아 궁전). 사진은 1940년 이전에 촬영되었다.

1934년, 아카데미 간부회와 14개 과학 연구소가 레닌그라드(이전에는 현재 상트페테르부르크)에서 모스크바로 이전되었다 (1934년 4월 25일, 뱌체슬라프 몰로토프가 관련 소련 인민위원평의회 법령에 서명했다). 펠릭스 페르체녹은 "소련 과학 아카데미의 모스크바 이전은 소련 과학의 본부로 변모시키는 가장 중요한 단계 중 하나였으며, 긴급 명령으로 이루어졌다"고 언급했다.
1935년, 아카데미의 상임비서인 뱌체슬라프 볼긴은 이오시프 스탈린에게 상임비서직에서 해임해 달라는 편지를 썼다. 편지에서 그는 자신만이 어려운 상임비서직을 계속 수행하고 있었고, 다른 당원들은 "아이디어를 던질" 뿐이었으며, 때로는 유용했지만 때로는 환상적이었다고 강조했다. 5년 동안 이 직책을 맡으면서 볼긴은 과학 연구를 계속할 수 없었을 뿐만 아니라, 자신의 전문 분야 서적조차 읽을 수 없었고, 자신의 과학 발전도 따라갈 수 없었다. "한편," 그는 덧붙였다, "나는 그 분야에서 최고의 전문가로 알려져 있었습니다." "저는 이미 56세이고," 뱌체슬라프 페트로비치는 계속했다, "과학을 위한 시간이 얼마 남지 않았습니다. 몇 년만 더 지나면 저는 과학으로 돌아갈 수 없을 것입니다." 더욱이 그는 스탈린에게 보낸 편지에서 당내에서 더 이상 자신의 작업에 대한 긍정적인 평가를 느끼지 못한다고 언급했다. 1935년 8월 8일, 정치국 회의에서 뱌체슬라프 볼긴을 아카데미 상임비서직에서 해임할 것이 제안되었다. 1935년 11월 20일, 소련 과학 아카데미 총회 결의에 따라 그는 과학 아카데미 통치 기관에서의 공로를 인정받아 감사를 표하고 필수 비서직에서 해방되었다. 그의 자리는 전 인민위원평의회 사무총장인 니콜라이 고르부노프가 차지했다. 1937년 6월 26일 소련 과학 아카데미 간부회 법령에 따라 이 직책은 완전히 폐지되었으며, 그때부터 행정관들이 비서직을 수행했다.
1937년 1월 1일, 소련 과학 아카데미에는 다음과 같은 인원이 있었다.
- 88명 – 정회원(아카데미 회원)
- 4,108명 – 과학 및 과학기술 직원 (1937년 10월 1일 기준)

1945년부터 1970년까지 총 연구원 수(교수진 및 고등 교육 연구 인력 포함)는 13만 명에서 95만 명으로 7배 이상 증가했다. 이 시기의 주목할 만한 인물 중 한 명은 경제학자 레프 가토프스키로, 그는 1965년부터 1971년까지 아카데미 경제학 연구소 소장을 역임했다. 1980년과 1985년에는 총 연구원 수가 각각 140만 명과 150만 명에 달했다. 1945년부터 1985년까지 다양한 유형의 과학, 과학-교육, 설계 및 디자인 기관의 총 수도 꾸준히 증가하여 소련 전체적으로 1945년 1,700개, 1970년 5,300개, 1985년 5,100개에 달했다.
1985년까지 소련 과학 아카데미는 다음을 보유했다.
- 274명 – 정회원(아카데미 회원)
- 542명 – 통신 회원
- 약 330개 과학 기관
- 57,000명의 과학자 및 연구원, 모든 기관의 총 직원은 21만 7천 명

소련 과학 아카데미는 그 업적으로 레닌 훈장을 두 차례 수상했다: 1969년과 1974년.

### 소련 과학 아카데미의 지부 및 기지
1932년, 소련 과학 아카데미는 최초의 지부인 우랄 지역과 극동 지부, 그리고 카자흐와 타지크 연구 기지를 조직했다. 1933년에는 아르메니아와 아제르바이잔에 지부를 둔 트란스캅카스 지부가 설립되었고, 1934년에는 콜라 연구 기지가 설립되었다. 1935년에는 아제르바이잔, 1936년에는 트란스캅카스 지부의 아르메니아 지부가 소련 과학 아카데미의 독립 지부로 전환되었다. 1936년에는 북부 기지가, 1939년에는 우즈베크 기지가, 그리고 대조국전쟁 전야인 1941년에는 투르크멘 지부가 생겨났다.
1941년 말까지 과학 아카데미는 7개의 지부(아제르바이잔, 아르메니아, 카자흐, 타지크, 투르크멘, 우즈베크, 우랄), 2개의 연구 기지(콜라, 북부), 그리고 1개의 산지 타이가 관측소를 보유했다. 당시 소련 과학 아카데미 지부 및 기지의 과학 기관에는 약 1,500명의 과학 및 기술 인력이 있었는데, 이 중에는 12명의 정회원, 11명의 통신 회원, 126명의 박사, 284명의 과학 후보자, 610명의 학위 없는 과학자가 포함되어 있었다.

### 소련 해체 이후 재편성
소련 해체와 관련하여 옛 소련 공화국에 위치하고 해당 공화국 과학 아카데미의 일부였던 소련 과학 아카데미의 과학 기관들은 새로운 독립 국가들의 일부가 되었다. 그러나 러시아 소비에트 연방 사회주의 공화국만이 소련 과학 아카데미의 과학 기관 중 98%가 러시아 연방에 있었고, 소련 과학 아카데미 회원 중 95%가 러시아 연방에서 활동하고 거주했음에도 불구하고 소련 시기에는 자체적인 과학 아카데미를 가지고 있지 않았다. 사실상 소련 과학 아카데미는 러시아 과학 아카데미였다. 1991년 11월 21일, 러시아 학자들의 주도로 러시아 과학 아카데미 설립을 위한 대통령령이 서명되었는데, 이에 따라 소련 과학 아카데미의 모든 회원들은 독립국가연합 국가에 거주하는 자들을 포함하여 자동으로 러시아 과학 아카데미의 회원이 되었다. 러시아 소비에트 연방 사회주의 공화국에 위치한 소련 과학 아카데미 기관 및 조직이 사용하고 처분하던 모든 건물, 대형 과학 기기, 선박, 과학 장비 및 기타 국가 자산은 러시아 과학 아카데미의 소유로 이전되었다. 1991년 12월, 러시아 과학 아카데미 선거가 실시되었고, 이 선거에 참여한 과학자들은 소련 과학 아카데미의 정회원들과 함께 러시아 과학 아카데미를 구성했다.
1992년에는 국제 과학 아카데미 협회가 설립되었다.

## 목표와 과제
소련 과학 아카데미 활동의 목표는 소련 공산주의 건설 실천에 과학적 진보를 완전히 구현하는 것을 촉진하는 것이었다. 가장 중요하고 근본적인 과학 분야를 식별하고 개발하는 것도 목표였다. 또한 지역 사무소와 공화국 과학 아카데미를 통해 조정이 이루어졌다.
아카데미의 연구 활동은 연구소, 실험실, 천문대 네트워크에서 수행되었다. 소련 과학 아카데미의 네트워크에는 295개의 과학 기관이 포함되어 있었다.
소련 과학 아카데미는 자체적인 출판사, 연구 함대, 도서관 네트워크를 보유했다. 소련 과학 아카데미는 과학 발전에 크게 기여한 과학자들에게 상을 수여했다.
소련 과학 아카데미가 제정한 상
- 로모노소프 황금 메달[13]은 아카데미의 최고 상이었다. 매년 두 개의 상이 자연과학 및 사회과학 분야에서 업적을 이룬 과학자(소련 과학자 1명, 외국 과학자 1명)에게 수여되었다.
- 레오나르트 오일러 황금 메달은 수학 및 물리학 분야에서 뛰어난 성과를 거둔 사람에게 수여되는 상이었다.
- 카를 마르크스 황금 메달은 사회과학 분야에서 뛰어난 업적을 이룬 소련 및 외국 과학자에게 3년에 한 번 수여되는 상이었다.
- 베르나츠키 황금 메달은 지구과학 분야에서 뛰어난 과학적 업적을 이룬 사람에게 수여되는 상이었다.
- 바빌로프 황금 메달은 물리학 분야에서 뛰어난 과학적 업적을 이룬 사람에게 수여되는 상이었다.
- 멘델레예프 황금 메달은 화학 과학 및 기술 분야에서 뛰어난 과학적 업적을 이룬 사람에게 수여되는 상이었다.
- 켈디쉬 황금 메달은 응용 수학 및 역학 분야에서 뛰어난 업적을 이룬 사람에게 수여되는 상이었다.
- 파블로프 황금 메달은 고등 신경 활동 및 내장 시스템 생리학 분야에서 뛰어난 업적을 이룬 사람에게 수여되는 상이었다.
- 안드로노프 상은 고전 역학 및 제어 이론 분야의 뛰어난 업적에 대해 수여되었다.

## 구성 및 구조

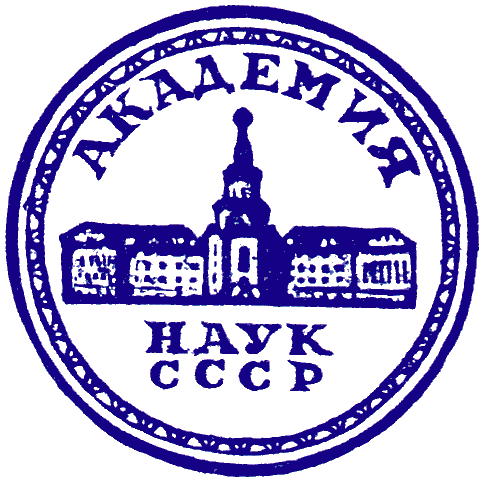
소련 과학 아카데미 로고

### 회원 수
1936년 1월 1일 현재 과학 아카데미에는 98명의 현직 회원이 있었다.
1989년, 아카데미는 다음과 같이 구성되었다.
- 323명의 정회원
- 586명의 통신 회원
- 138명의 외국인 회원[13]

### 통치 기관
소련 과학 아카데미의 기관은 오직 선출을 통해 구성되었다. 최고 기관은 정회원과 통신 회원의 총회이다. 총회 회기 사이에 아카데미를 지도하기 위해 4년마다 소련 과학 아카데미 간부회를 선출한다.
소련 시기 과학 아카데미 총재:
- 1917–1936 – 알렉산드르 카르핀스키
- 1936–1945 – 블라디미르 코마로프
- 1945–1951 – 세르게이 바빌로프
- 1951–1961 – 알렉산드르 네스메야노프
- 1961–1975 – 므스티슬라프 켈디쉬
- 1975–1986 – 아나톨리 알렉산드로프
- 1986–1991 – 구리 마르추크

### 구조
소련 과학 아카데미는 14개(1956년부터)의 공화국 아카데미(러시아 소비에트 연방 사회주의 공화국은 자체 아카데미를 가지고 있지 않았다)와 러시아 소비에트 연방 사회주의 공화국의 3개 지역 지부로 구성되었다: 시베리아(1957), 극동(1987), 우랄(1987).
아카데미는 또한 각기 고유한 부서가 있는 섹션으로 나뉘었다.
- 물리, 기술 및 수학 과학 섹션. 부서: 수학, 일반 물리학 및 천문학, 핵 물리학, 에너지의 물리 및 기술 문제, 역학 및 제어 과정.
- 화학, 기술 및 생물학 과학 섹션. 부서: 일반 및 기술 화학; 물리 화학 및 무기 재료 기술; 생화학, 생물 물리학 및 생리 활성 화합물 화학; 생리학; 일반 생물학.
- 지구 과학 섹션. 부서: 지질학, 지구 물리학 및 지구 화학; 해양학, 대기 물리학, 지리학.
- 사회 과학 섹션. 부서: 역사; 철학 및 법률; 경제; 문학 및 언어.[12]

### 소련 과학 아카데미 위원회
- 고고학 위원회;
- 트란스캅카스 위원회 – 세반호 주변 작업;
- 극지 위원회 – 노바야제믈랴 제도 작업;
- 핵 위원회;
- 소련 과학 아카데미 기지 위원회;
- 자연 생산력 연구 위원회;
- 카스피해 통합 연구 위원회;
- 탐험 연구 위원회;
- 소련 및 인접 국가 인구의 부족 구성 연구 위원회;[15]
- 상설 역사 위원회;
- 토사류 위원회;
- 우라늄 위원회;

외 다수.

## 비판
비판가들은 소련에서 모든 과학의 상태와 발전에 대한 가장 광범위한 권한과 공식적인 책임을 가졌음에도 불구하고, 소련 과학 아카데미가 그 존재 기간 동안 소련 과학을 개혁하는 진지한 프로젝트를 제시하지 못했다고 지적했다.

## 인정
영화
- "나라와 과학." 다큐멘터리. 중앙 다큐멘터리 영화 스튜디오. 1974년. 50분.

우표학

소련 우표
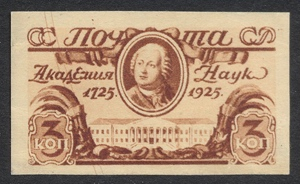
3 코페이카 소련 우표, 1925년: 소련 과학 아카데미 200주년
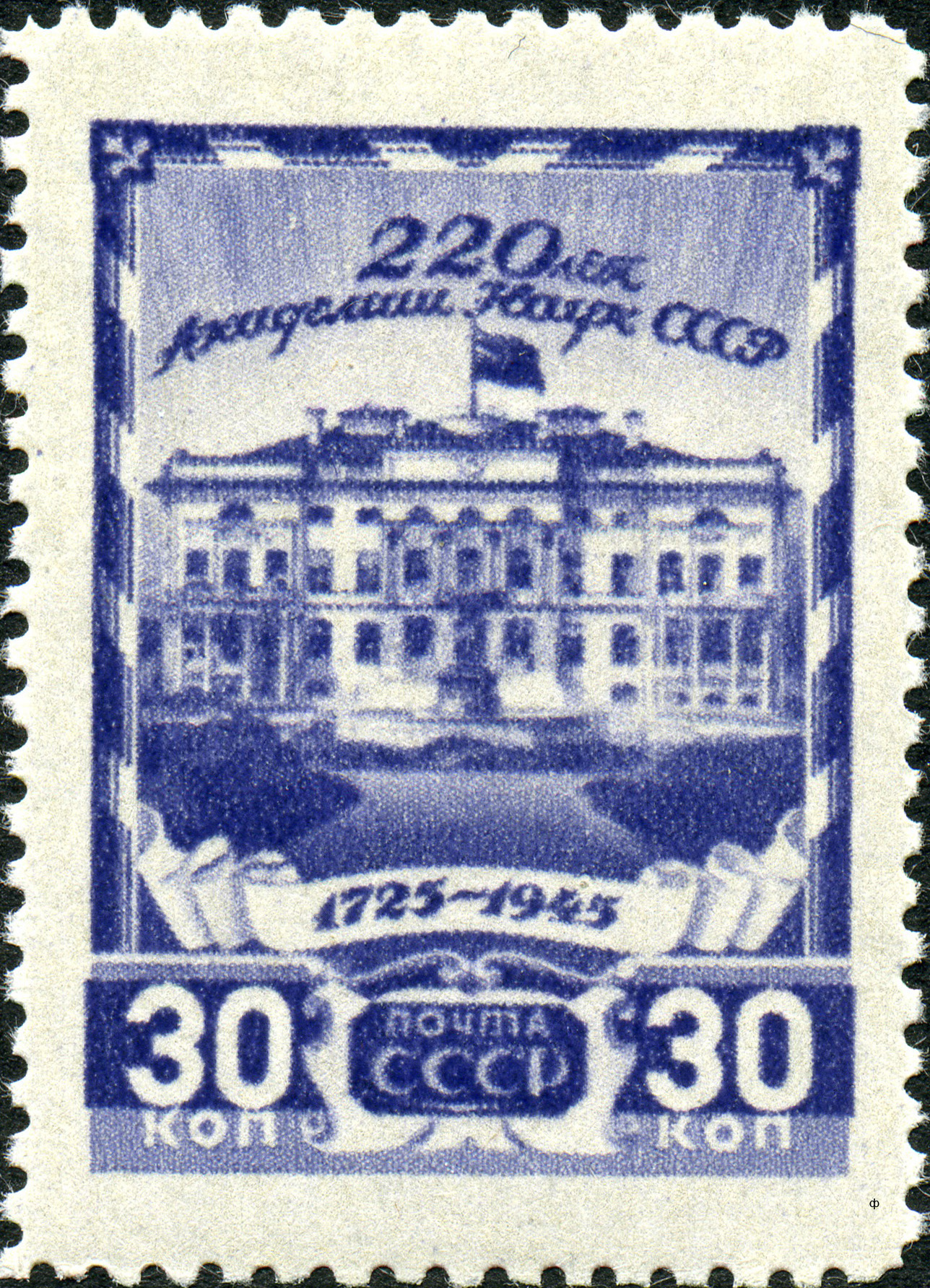
30 코페이카 소련 우표, 1945년: 소련 과학 아카데미 220주년
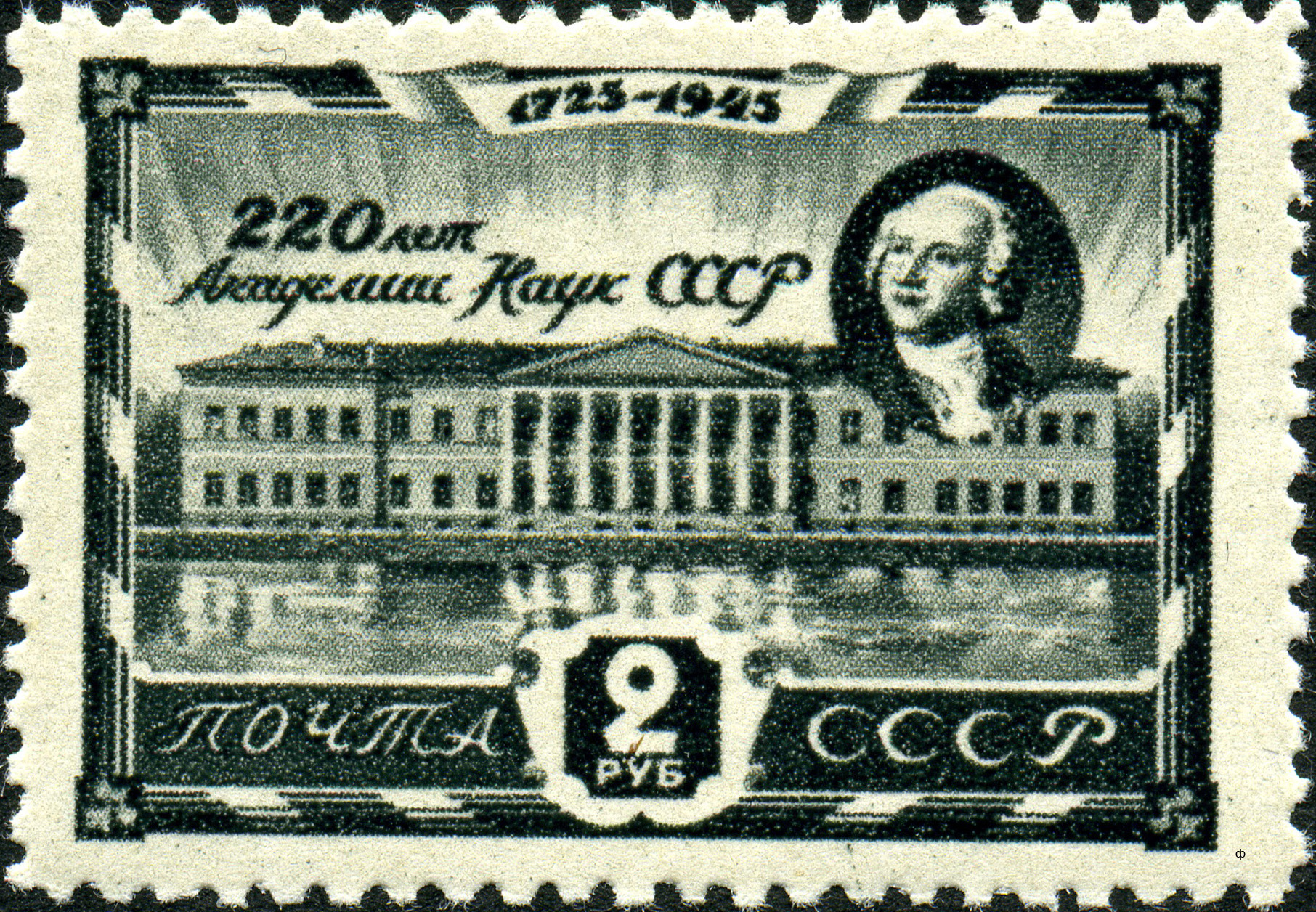
3 루블 소련 우표, 1945년: 소련 과학 아카데미 220주년
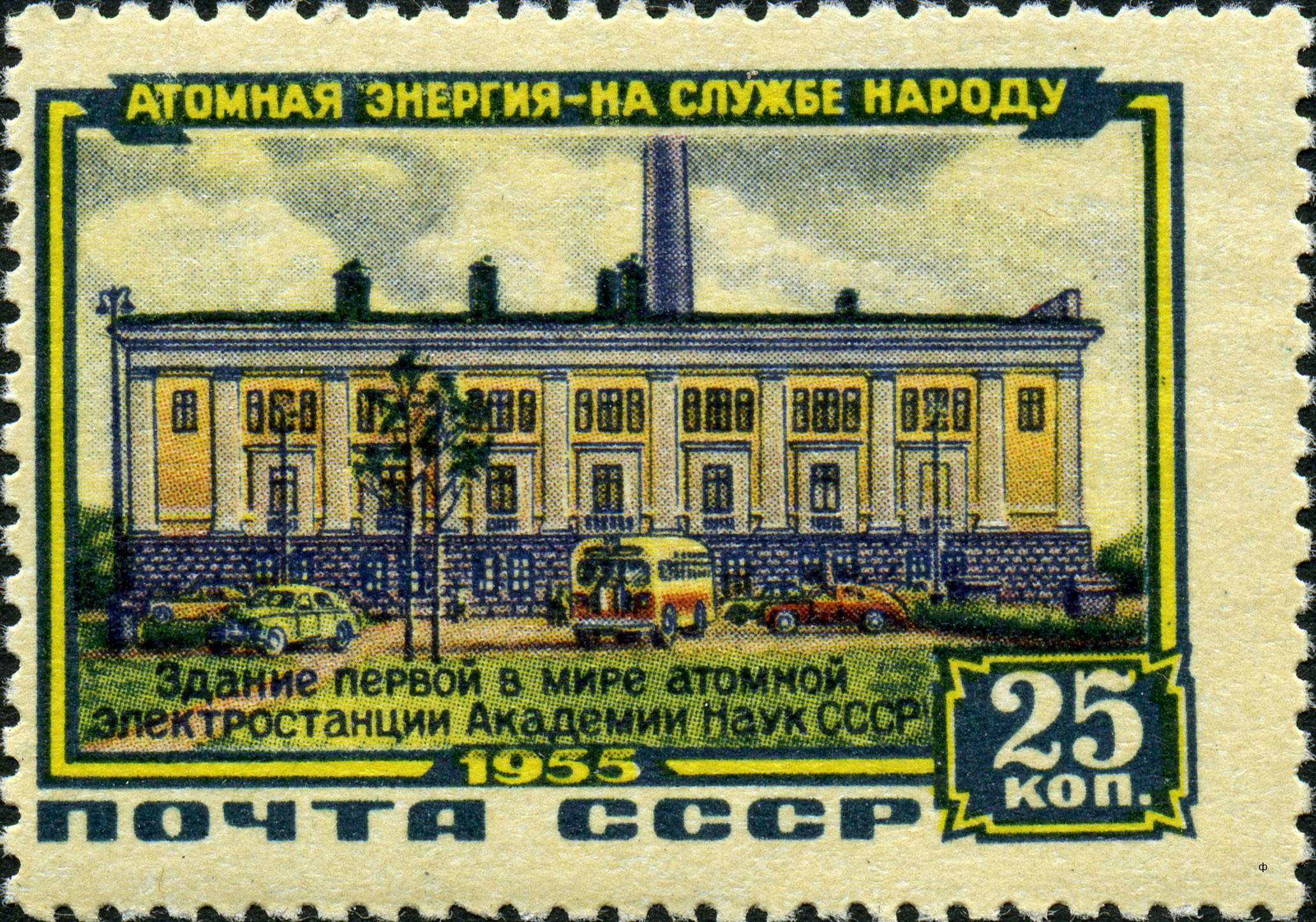
25 코페이카 소련 우표, 1955년: 소련 과학 아카데미 최초 원자력 발전소 건설
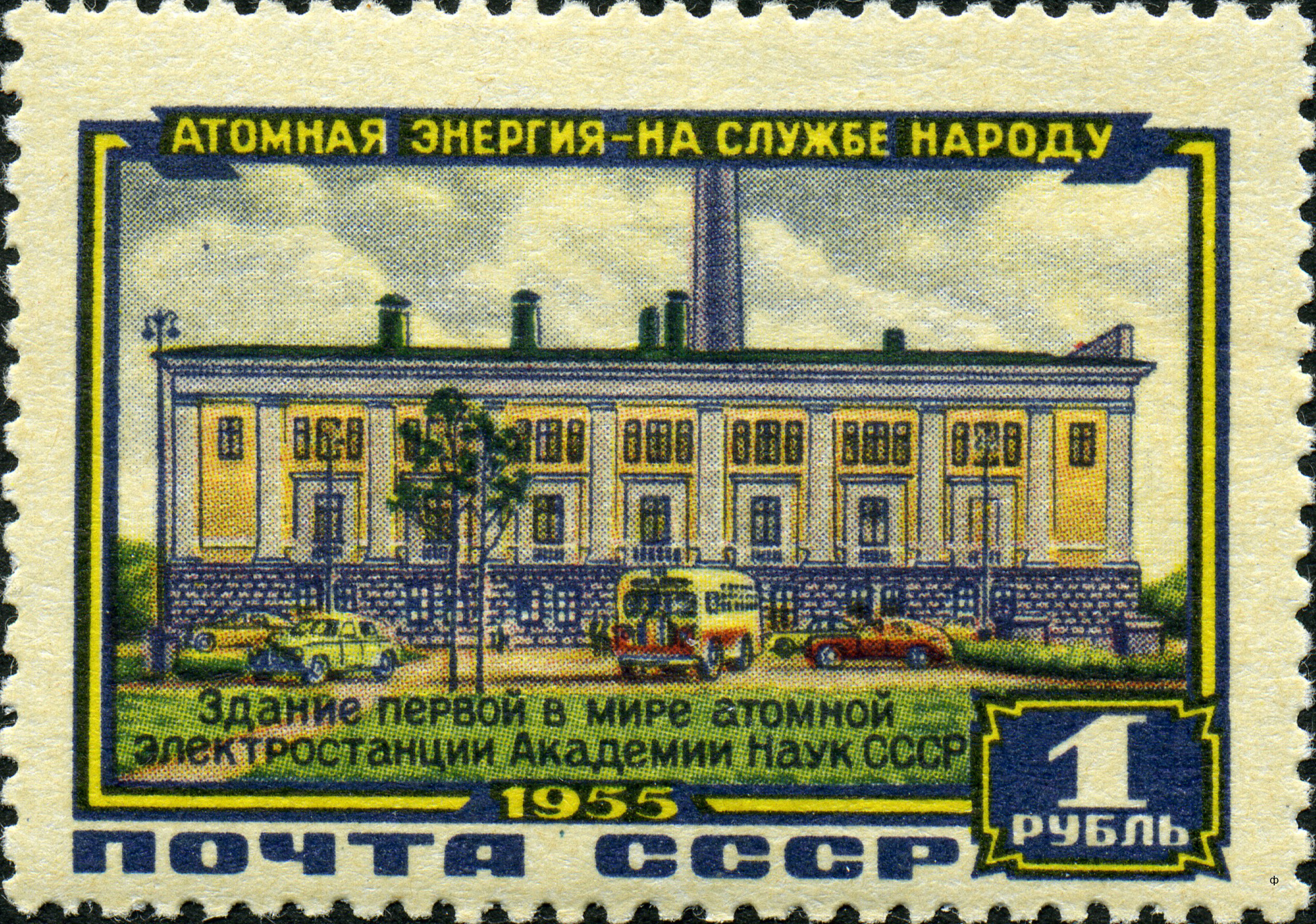
1 루블 소련 우표, 1955년: 소련 과학 아카데미 최초 원자력 발전소 건설
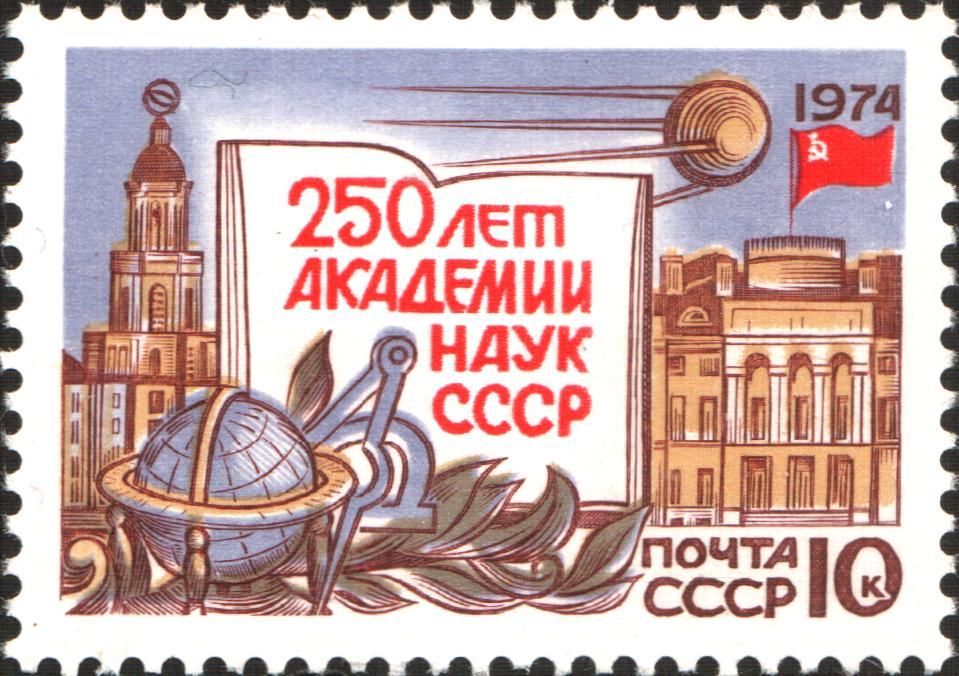
3 코페이카 소련 우표, 1974년: 소련 과학 아카데미 250주년

## 같이 보기
- 소련 의학 아카데미
- 레닌 전연방 농업과학 아카데미
- 소련 과학 아카데미 출판사